# الدوري الصربي لكرة اليد للسيدات
الدوري الصربي لكرة اليد للسيدات (بالصربية: Суперлига Србије у рукомету за жене) هو دوري لأندية كرة اليد للسيدات في صربيا. يلعب فيه 12 فريقا. يتم تنظيمه من قبل الاتحاد الصربي لكرة اليد.